# Ovídio de Braga
Ovídio de Braga foi um bispo santificado. Segundo as hagiografias do século XVI, era um ilustre cidadão romano de origem Siciliana e nasceu com o nome latino de Auditus. A tradição afirma que foi enviado para Bracara Augusta, na Galécia, pelo Papa Clemente I, onde se tornou o terceiro bispo da nova diocese, a partir do ano 95. É dito ter batizado Santa Quitéria e as suas irmãs após terem sido abandonadas pela sua mãe.
Morreu no ano 135, supostamente martirizado pela sua fé católica. As suas relíquias foram consagradas em 1527 dando, assim, reconhecimento oficial ao seu culto. Fontes do século XVII afirmam que em alguns sítios arqueológicos lusitanos descobertos, Santo Ovídio era apresentado com vestes romanas, episcopais ou de eremita, segurando o evangelho à sua esquerda, provando assim um culto mais antigo. Teve sepulcro e altar próprio na Sé de Braga até 1708 quando D. Rodrigo de Moura Teles transferiu a sepultura. Na antiga inscrição na sua sepultura dizia  "+ ossa b. Audit. Episcopi" depois mudada para "+ bones s. Ovidii tertii bracarensis episcopi".
Devido ao seu nome, Santo Ovídio passou a ser invocado por crentes para acudir doenças relacionadas com os ouvidos. Debaixo da base do seu sepulcro na catedral, havia dois buracos onde os surdos deveriam colocar os seus dedos, levando-os em seguida aos seus ouvidos, por forma ao santo poder interceder por eles.
É comemorado oficialmente no dia 3 de Junho, sendo especialmente venerado na Arquidiocese de Braga e na Diocese do Porto. Santo Ovídio ficou na toponímia local em lugares como Vairão (Vila do Conde), Fafe e em Mafamude (Vila Nova de Gaia), onde também se realizam festas populares em seu nome nos meses de agosto e setembro.